# Les Saintes Chéries
Les Saintes Chéries est une série télévisée française en trois saisons de 13 épisodes, soit 39 épisodes (dont les 13 premiers en noir et blanc) de 26 minutes, créée par Nicole de Buron et réalisée par Jean Becker pour la majeure partie, Maurice Delbez et Nicole de Buron, et diffusée à partir du 9 octobre 1965 sur la première chaîne de l'ORTF.

## Historique
La première saison de ce feuilleton télévisé est programmé chaque vendredi soir, sur la première chaîne de télévision (et l'unique chaîne à l'époque), à partir du 9 octobre 1965. 
Dès les diffusions des premiers épisodes de la première série, de 26 minutes, réalisés par Jean Becker, la presse salue ce feuilleton et le qualifie de « divertissement préféré des Français ». C'est clairement un succès populaire remarqué par les médias. Les treize premiers épisodes de la première série sont diffusés à une fréquence hebdomadaire, entre 1965 et 1966. Micheline Presle, l'actrice principale, qui incarne Ève, n'avait pas fait beaucoup de télévision antérieurement, essentiellement du cinéma. Cette série lui permet de reconquérir le grand public en France après un séjour aux États-Unis. Et l'épisode pilote, Ève au volant, lui procure beaucoup de plaisir au tournage, et la convainc de l'intérêt de poursuivre l'aventure. C'est un tournage qui laisse aux acteurs une grande part d'improvisation.
Les téléspectateurs réclament une suite. L'audience est encore plus forte.
Devant un tel succès, la chaîne et les producteurs sollicitent des scénaristes et réalisateurs (et réalisatrices) une troisième série, qu'ils obtiennent malgré la tentative de résistance de ces auteurs et qui est diffusée en 1970.
Au Québec, la série est diffusée à partir du 31 mai 1966 sur la Télévision de Radio-Canada. La chaîne britannique BBC achète et diffuse les 1014 minutes de ce feuilleton qui devient « Un ménage français ».

## Thèmes
Ce feuilleton met en scène, avec une ironie souriante, les petits tracas de la vie quotidienne d'Ève, une mère, pétillante, de deux enfants, et de Pierre Lagarde, son mari un peu dépassé par les initiatives de son épouse, un couple de Parisiens aisés des années 1960, et suit Ève dans ses tentatives d'émancipation.
La deuxième série se déroule encore à Paris, mais aussi pendant les vacances : des vacances d'hiver à la montagne, et d'été au soleil. Dans la troisième série, les thèmes sont renouvelés grâce idée simple mais révélatrice de l'évolution des couples à cette époque : Éve ajoute une activité professionnelle dans une entreprise à ses occupations de femme au foyer.

## Distribution
- Micheline Presle : Ève Lagarde
- Daniel Gélin : Pierre Lagarde
- Nina Demestre : Sophie Lagarde (1965-1968)
- Serge Srour : Philippe Lagarde
- Marthe Mercadier : Fanny (1965-1968-1970)
- Pascale Roberts : Julie, l'amie d'Eve mariée à Jacques
- Christian Alers : Jacques, le copain de Pierre (1965)
- Denise Clair : Rose, la bonne (1965)
- Jean Yanne : Jeannot, le camionneur (1965-1968)
- Paul Mercey : M. Bichet, plombier (1965-1968-1970)
- Jean Ozenne : M. Dupont, le monsieur distingué (1965)
- Pierre Doris : le satyre (1965)
- Jean-Jacques Steen : un agent (1965)
- Jacques Higelin : Tonton Georges (1965)
- Jean-Henri Chambois : M. Rimbert (1965-1970)
- Germaine Ledoyen : la cartomancienne
- Jess Hahn : Billing, le patron
- Jean Sylvain : Monsieur Pluton, le concierge

De nombreux autres acteurs ont figuré à la distribution de la série, parmi lesquels :
- Bernard Alane
- Jacques Balutin
- Claude Blanchard
- Romain Bouteille
- Sacha Briquet
- Roger Carel
- Robert Castel
- Philippe Castelli
- Les Charlots
- Henri Crémieux
- Yasmine Dahm
- Jacques David
- Mario David
- Xavier Gélin
- Bernard Lavalette
- René Lefèvre
- Mary Marquet
- Tonie Marshall
- Agathe Natanson
- Patrick Préjean
- Daniel Prévost
- Gérard Rinaldi
- Robert Rollis
- Rufus
- Lucette Sahuquet
- Jackie Sardou
- Dany Saval
- Jean Tissier
- Marthe Villalonga

## Fiche technique
La musique est de Jean Leccia.
Tous les épisodes sont réalisés par Jean Becker, sauf six dans la première saison par Maurice Delbez et un dans la dernière par Nicole de Buron. Jean-Jacques Beineix est l'assistant-réalisateur de Jean Becker sur la troisième et dernière saison de 1970.

## Épisodes

### Première saison (1965-1966)
1. Ève et son mari
2. Ève à la maison
3. Ève au volant
4. Ève et ses enfants : (réalisation : Maurice Delbez)
5. Ève et les magasins : (réalisation : Maurice Delbez)
6. Ève et la grippe buissonnière
7. Ève et les scènes de ménage
8. Ève et la maison de campagne : (réalisation : Maurice Delbez)
9. Ève et le dimanche (réalisation : Maurice Delbez)
10. Ève et sa beauté
11. Ève et la vie parisienne (réalisation : Maurice Delbez)
12. Ève reçoit : (réalisation : Maurice Delbez)
13. Ève et la jalousie

### Deuxième saison (1968)
1. Ève et le déménagement
2. Ève et la villa
3. Ève sur la plage
4. Ève et le mois d'août
5. Quand Ève n'est pas là…
6. Ève et Saint-Tropez
7. Ève et les grands-parents
8. Ève et la rentrée
9. Ève et les voyages d'affaires
10. Ève et la chasse
11. Ève et les sports d'hiver
12. Ève à Montréal
13. Ève et les cousins canadiens

### Troisième saison (1970)
1. Ève et la secrétaire de l'homme
2. Le Rapport
3. Ève cherche du travail (coréalisation : Jean Becker et Nicole de Buron)
4. Ève débute (réalisation : Nicole de Buron)
5. Le patron part à New York
6. Ève et son premier client
7. L'Augmentation
8. Ève et sa secrétaire
9. L'Avancement
10. La Réorganisation
11. Ève tourne un film
12. Ève réussit (coréalisation : Jean Becker et Nicole de Buron)
13. Ève PDG

## Produits dérivés en DVD
- Les Saintes Chéries : l'Intégrale saisons 1 à 3 (13 octobre 2003) (ASIN B0000D7Z4V)
- Les Saintes Chéries : saison 1 (27 janvier 2005) (ASIN B0000E6Z2Y)
- Les Saintes Chéries : l'Intégrale (21 novembre 2005) (ASIN B000BUUKI6)